# Chaerilus truncatus
Espèce
Synonymes
- Chaerilus margaritatus Pocock, 1894
- Chaerilus anthracinus Pocock, 1900
- Chaerilus anthracinus rufescens Pocock, 1900
- Chaerilus granosus Pocock, 1900
- Chaerilus granifrons Kraepelin, 1913
- Chaerilus hirsti Kraepelin, 1913

Chaerilus truncatus est une espèce de scorpions de la famille des Chaerilidae.

## Distribution
Cette espèce se rencontre en Inde en Himachal Pradesh et en Uttarakhand et au Népal,.

## Description
Les mâles mesurent de 41 à 45 mm et les femelles de 52 à 66 mm.

## Publication originale
- Karsch, 1879 : Skorpionologische Beiträge. II. Mittheilungen des Münchener Entomologischen Vereins, vol. 3, no 2, p. 97-136 (texte intégral).